# 帕尔哈提·阿不都热依木
帕尔哈提·阿不都热依木（1952年—），维吾尔族，中华人民共和国政治人物、第十一届全国政协委员。
担任新疆医科大学基础医学院副院长。2008年，当选第十一届全国政协委员，代表医药卫生界，分入第四十五组。